# Srđan Hofman
Srđan Hofman (serbisch-kyrillisch Срђан Хофман; * 4. Oktober 1944 in Glina; † 26. September 2021 in Belgrad) war ein jugoslawischer bzw. serbischer Komponist und Hochschullehrer. Sein kompositorischer Schwerpunkt war die elektronische Musik.

## Leben
Srđan Hofman studierte Komposition an der Belgrader Musikakademie in der Klasse von Stanojlo Rajičić. 1974/75 absolvierte er Studienaufenthalte in Darmstadt, Stuttgart und Köln. An der Musikfakultät der Universität der Künste Belgrad war er ab 1974 Assistent, ab 1986 Professor für Komposition und zeitweilig Leiter des zur Fakultät gehörenden Studios für elektronische Musik.
Mehrere seiner Kompositionen wurden auf Weltmusiktagen der Internationalen Gesellschaft für Neue Musik aufgeführt.

## Kompositionen (Auswahl)
- Koncertantne Epizode Za Violinu I Orkestar, 1973
- Pokretna Ogledala, 1979
- Dolazi, 1981
- Duel za klavir i elektroniku, 1999

## Veröffentlichungen
- Osobenosti elektronske muzike (Merkmale der elektronischen Musik). Nota, Knjaževac 1995, OCLC 248345051 (serbisch).